# 山田祥雄
山田 祥雄（やまだ さちお、1985年1月18日 - ）は、地方競馬・名古屋競馬場川西毅厩舎（2013年4月1日から）所属の騎手である。地方競馬教養センター騎手課程第76期生。

## 来歴
2002年9月29日付けで地方競馬騎手免許を取得。当初は益田競馬場でデビュー予定も、同年8月に益田競馬が廃止された為福山競馬場でデビューする事となった。
同年10月13日第11回福山競馬1日目第2競走アラブ系2歳一般戦にヤマソウゴールドで初騎乗（10頭立て7番人気8着）。同年11月17日第13回福山競馬2日目第2競走アラブ系C2一般戦をベアーウッズで優勝（10頭立て6番人気）し、初勝利。
2010年1月2日第15回福山競馬1日目第6競走アラブ系C11組条件戦をオブリジューンで優勝（9頭立て7番人気）し、1599戦目で地方競馬通算100勝達成。
2013年3月24日をもって福山競馬が廃止されたため、4月1日から名古屋競馬場・今津勝之厩舎に移籍した。
2016年1月3日、名古屋記念をドナルトソンで優勝し、重賞初制覇を飾った。
2019年1月1日より川西毅厩舎に所属変更。
地方通算成績は7269戦750勝・2着797回・3着838回・勝率10.3%・連対率21.3%（2020年12月末時点）。

## 主な騎乗馬
- ドナルトソン（2016年名古屋記念）
- アンタエウス（2019年新春ペガサスカップ、スプリングカップ）
- セブンカラーズ（2022年ゴールドウィング賞、2023年スプリングカップ、東海クイーンカップ、東海ダービー、2024年お松の方賞、2025年若草賞土古記念、佐賀ヴィーナスカップ）[3]